# Maternal & Child Nutrition
Maternal & Child Nutrition, abgekürzt Matern. Child Nutr., ist eine wissenschaftliche Fachzeitschrift, die vom Wiley-Blackwell-Verlag veröffentlicht wird. Die Zeitschrift erscheint mit vier Ausgaben im Jahr. Es werden Arbeiten veröffentlicht, die sich mit der Ernährung von Müttern und ihren Kindern beschäftigen.
Der Impact Factor lag im Jahr 2014 bei 3,064. Nach der Statistik des ISI Web of Knowledge wird das Journal mit diesem Impact Factor in der Kategorie Pädiatrie an 13. Stelle von 119 Zeitschriften und in der Kategorie Ernährung und Diätetik an 25. Stelle von 77 Zeitschriften geführt.